# Neuroleon microstenus
Neuroleon microstenus är en insektsart som först beskrevs av Robert McLachlan 1898.
Neuroleon microstenus ingår i släktet Neuroleon och familjen myrlejonsländor. Inga underarter finns listade i Catalogue of Life.